# Nadeschda Michailowna Saposchnikowa

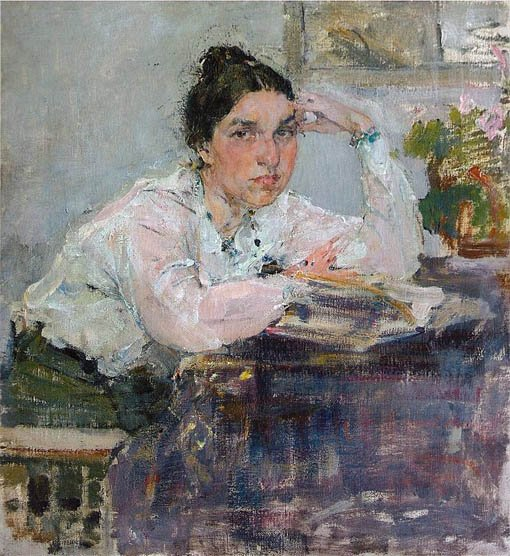
Nadeschda Michailowna Saposchnikowa (N. Feschin, vor 1917)

Nadeschda Michailowna Saposchnikowa (russisch Надежда Михайловна Сапожникова; * 14. Märzjul. / 26. März 1877greg. in Kasan; † Oktober oder November 1942 in Nikolina Gora bei Odinzowo) war eine russische bzw. sowjetische Malerin und Mäzenin.

## Leben
Saposchnikowa war das siebte von 11 Kindern des Kaufmanns und Manufakturbesitzers Michail Fjodorowitsch Saposchnikow und seiner Frau Serafima Iwanowna Saposchniikowa, die sich selbst um die Erziehung der vielen Kinder kümmerte.
Nadeschda Saposchnikowa wurde 1888 aufs Kasaner Marien-Mädchengymnasium geschickt, wo sich ihre künstlerische Begabung zeigte. Nach dem Gymnasiumsabschluss 1895 mit der Hauslehrer-Zulassung unterrichtete sie an der Sonntagsschule. Auch besuchte sie Rudolf Gummerts Musikschule. Sie schnitzte und bemalte Porzellan. Ihre Zeichenlehrerin hatte ihr zu einem Kunstberuf geraten. Zunächst erhielt sie jedoch eine medizinische Ausbildung mit Abschluss 1904 als Krankenschwester, aber für die Arbeit im Krankenhaus war sie zu sensibel.
Darauf begann Saposchnikowa 1904 das Studium an der Kasaner Kunstschule. Als 1908 der vier Jahre jüngere Maler Nikolai Feschin als Lehrer dorthin kam, entwickelte sich trotz der sehr unterschiedlichen kulturellen Herkunft eine langdauernde Freundschaft. Er porträtierte sie noch im selben Jahr, und vier weitere Porträts entstanden im Laufe der Jahre. Damit debütierte er im Department of Fine Arts des Carnegie Institute in Pittsburgh und auf anderen internationalen Ausstellungen. Das Studium schloss sie 1910 erfolgreich ab und erhielt ein Auslandsreisestipendium.
Darauf besuchte Saposchnikowa mit Feschin Berlin, München, Wien, Venedig, Padua, Verona, Mailand, Florenz, Rom und Neapel. Die Reise endete in Paris, wo Feschin feststellte, dass er dort nichts mehr lernen könnte und nach Kasan zurückkehrte. Saposchnikowa dagegen blieb in Paris bis 1912 und arbeitete in Kees van Dongens offenem Atelier.

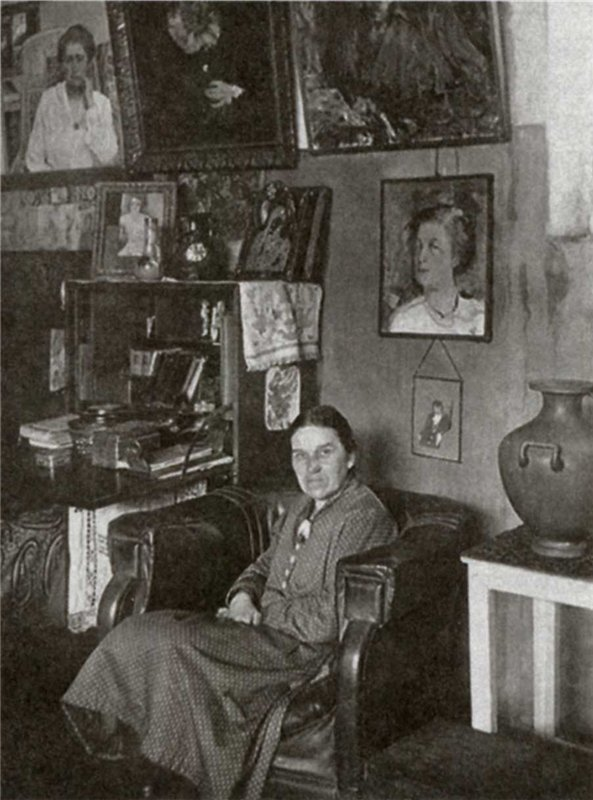
Saposchnikowa in ihrem Atelier

Nach der Rückkehr nach Kasan gründete Saposchnikow ihr eigenes Atelier, für das ihr Bruder Konstantin Michailowitsch Saposchnikow einen Anbau an einem Gebäude der Firma ihres Vaters errichten ließ. Ihr Atelier wurde schnell das Kunstzentrum Kasans, in dem sich die Kunstlehrer und -studenten trafen und immer Pelmeni und Kaffee angeboten bekamen. Nach den Erinnerungen des Malers Konstantin Tschebotarjow führte sie 1914–1916 Aktzeichnen-Sitzungen für Studentinnen durch, darunter auch Wera Wilkowiskaja, zu denen Männer nicht zugelassen wurden. Entsprechende Sitzungen für Studenten gab es zu anderen Zeiten.
Saposchnikowa unterstützte Feschin, indem sie bei ihm Porträts ihrer Verwandten und Freunde bestellte. Er war sehr musikalisch, sodass es auf sein Drängen in ihrem Atelier einen Flügel gab, auf dem ihr Verwandter K. Samarski gewöhnlich spielte. Seine Meisterwerke entstanden in ihrem Atelier, in dem er sich fast täglich aufhielt. Auch fertigte er dort geschnitzte Möbel im neurussischen Stil an, die größtenteils nicht erhalten sind.
Als Malerin spezialisierte sich Saposchnikowa auf Porträts und nahm mit Feschin an den Ausstellungen in Kasan teil. Für minderbemittelte Studen bezahlte sie die Studiengebühren für das Studium an der Kasaner Kunstschule. Sie beteiligte sich 1913 am Aufbau des Handwerksmuseums des Semstwo des Gouvernements Kasan. Dazu kamen zwei Schülerinnen eines tatarischen Progymnasiums in ihr Atelier.
Nach der Oktoberrevolution eröffnete Saposchnikowa in Kasan eine kostenfreie Schule für Angewandte Kunst für Mädchen. Von 1919 bis 1924 lehrte sie Malerei in der RabFak der Universität Kasan. Gleichzeitig arbeitete sie in den aus der Kasaner Kunstschule entstandenen freien Kunstwerkstätten, die 1921 das Kasaner Kunst-Technik-Institut und 1924 die Architektur-Kunst-Werkstätten ARCHUMAS wurden. Nach Feschins Emigration 1923 in die USA übernahm sie dessen Atelier.
Saposchnikowa gab 1925 ihre Lehrtätigkeit auf und verließ 1932 Kasan. Sie zog zur Familie ihrer Nichte Warja Adoratskaja, die sie 1910 und Feschin 1914 porträtiert hatten. Saposchnikowa gab weiter Zeichenunterricht bis 1936 an Schulen und ließ sich schließlich nach erlittener Krankheit in Nikolina Gora nieder.

## Werke

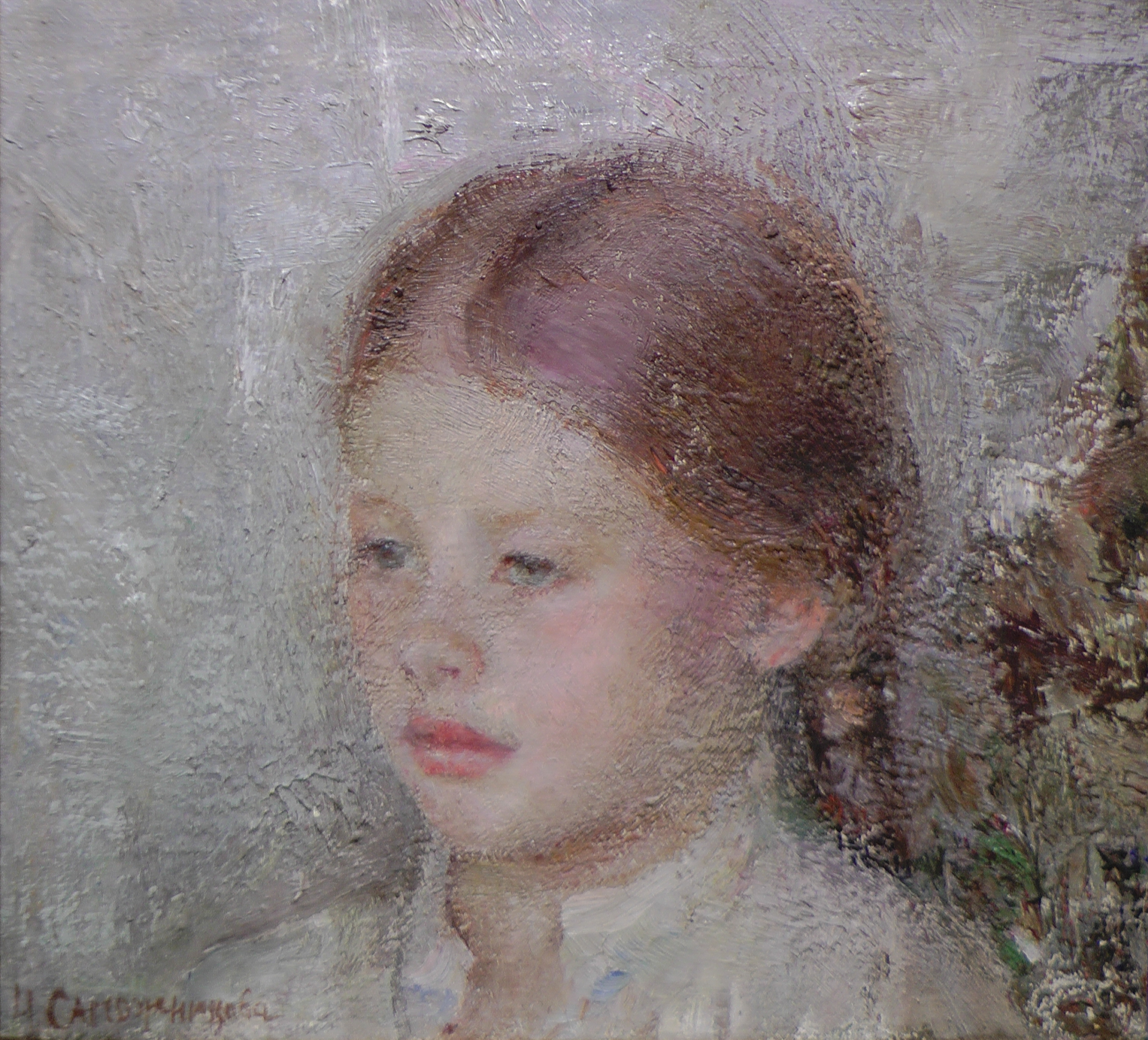
Warja Adoratskaja (1910, Kunstmuseum der Republik Tatarstan)
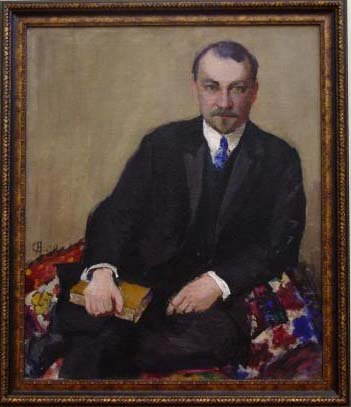
Porträt eines Unbekannten (ca. 1914, Kunstgalerie Chasine, Filiale des Kunstmuseums der Republik Tatarstan)